# Boïtsjinovtsi
Boïtsjinovtsi of Boychinovtsi (Bulgaars: Бойчиновци) is een klein stadje in oblast Montana in het noordwesten van Bulgarije. 

## Geografie
De gemeente Boïtsjinovtsi is gelegen in het oostelijke deel van de oblast Montana. Met een oppervlakte van 308,334 km² is het de vijfde van de 11 gemeenten van de oblast (oftewel: 8,48% van het grondgebied). De grenzen zijn als volgt:
- in het zuidwesten - gemeente Montana;
- in het noordwesten - gemeente Jakimovo;
- in het noorden - gemeente Valtsjedram;
- in het noordoosten - gemeente Chajredin (Oblast Vratsa);
- in het oosten - gemeente Krivodol (Oblast Vratsa).

## Bevolking
Op 31 december 2018 telde de stad Boïtsjinovtsi 1.270 inwoners, terwijl de gemeente Boïtsjinovtsi, inclusief 12 nabijgelegen dorpen, zo'n 8.124 inwoners had.

## Transport
Het treinstation van Bojtsjinovtsi ligt op 57 km van het station Mezdra, langs de lijn Mezdra - Vidin.  Hier is de verbinding met treinen naar de steden Montana en Berkovitsa. De halte van het dorp Ochrid ligt het dichtst bij het station in Bojtsjinovtsi, op weg naar Vratsa en Mezdra.

## Plaatsen
De gemeente Boïtsjinovtsi bestaat uit dertien nederzettingen, waaronder een stad en twaalf dorpen.
| Plaatsnaam             | Cyrillisch  | Bevolking (2009) |
| ---------------------- | ----------- | ---------------- |
| Boïtsjinovtsi          | Бойчиновци  | 1.648            |
| Beli Breg              | Бели брег   | 119              |
| Beli Brod              | Бели брод   | 247              |
| Erden                  | Ерден       | 561              |
| Gromsjin               | Громшин     | 865              |
| Kobiljak               | Кобиляк     | 339              |
| Lechtsjevo             | Лехчево     | 1.922            |
| Madan                  | Мадан       | 861              |
| Martsjevo              | Мърчево     | 905              |
| Ochrid                 | Охрид       | 474              |
| Paliloela              | Палилула    | 70               |
| Portitovtsi            | Портитовци  | 451              |
| Vladimirovo            | Владимирово | 1.453            |
| Gemeente Boïtsjinovtsi |             | 9.915            |

Bestuurlijk centrum: Montana
 Berkovitsa - Boïtsjinovtsi - Broesartsi - Georgi Damjanovo - Lom - Medkovets - Montana - Tsjiprovtsi - Valtsjedram - Varsjets - Jakimovo